# Davis Tutt
Davis Kasey Tutt (Yellville, Arkansas, 1836 - Springfield, Misuri, 21 de julio de 1865) fue un jugador de cartas estadounidense que había sido soldado en el Ejército Confederado durante la Guerra Civil, conocido por haber muerto en un duelo contra Wild Bill Hickok, en una época en que este aún era desconocido como pistolero.

## Biografía
Tutt nació en Yellville (Arkansas), en el seno de una familia con cierta influencia política del condado de Marion (Arkansas). De niño, Tutt había visto a su familia envuelta en una guerra contra el clan de los Everett, a resultas de la cual fallecieron varios de sus parientes en el curso de algunos años. Cuando en 1862 estalló la Guerra civil de los Estados Unidos, Tutt tomó partido por la Confederación. Más tarde se aventuró hacia el oeste en busca de fortuna, llegando a Springfield (Misuri). Fue allí donde conoció a Wild Bill Hickok, con quien tendría cierta amistad en un primer momento. Hickok y Tutt jugaban al póker con frecuencia, y Tutt solía prestarle dinero cuando éste tenía mala suerte.

## Amistad con "Wild Bill" Hickok y posterior enfrentamiento
La amistad entre Tutt y "Wild Bill" Hickok se rompió a consecuencia de diversos factores. El más probable es el pago de uno de estos pequeños préstamos -cuyo valor exacto siguen discutiendo los investigadores- que rondaría los 25 dólares. Aunque hay varias teorías sobre el incidente, se admite generalmente que Tutt decidió llevarse un reloj de oro de Hickok como garantía por el pago de su dinero. Hickok no se ofendió por este gesto desafiante, pero le advirtió que haría mejor no llevándolo en público. Su intención podía ser tanto la de humillarle como la de evitarse la humillación de aparecer como un moroso y un mal jugador, pero como quiera que Tutt no se echó atrás, el 21 de julio de 1865 se produjo una discusión y un tiroteo, que convertiría a Tutt en un cadáver y a Hickok en una leyenda del Viejo Oeste.
El tiroteo, ocurrido en la plaza mayor de Springfield, Misuri, sobre las seis de la tarde, se ha convertido en la imagen típica de los duelos propios del wéstern, y ha sido interpretado, con diversas modificaciones, en numerosas películas y novelas. 
Hickok había realizado varias advertencias a Tutt para evitar la pelea. En realidad, Tutt tenía cierta fama como tirador, y es muy posible que su aplomo se debiese a una excesiva confianza en sus posibilidades. De cualquier modo, los dos disparos se realizaron casi simultáneamente, pero con dispar resultado: Tutt murió casi instantáneamente, después de exclamar en voz alta: "¡Chicos, estoy muerto!", y su disparo no tocó a Hickok. Cuando este fue juzgado resultó absuelto de la acusación de homicidio, gracias a su alegato de legítima defensa.